# Cassagne
Cassagne (okzitanisch Cassanha) ist eine französische Gemeinde mit 644 Einwohnern (Stand 1. Januar 2022) im Département Haute-Garonne in der Region Okzitanien (vor 2016 Midi-Pyrénées). Sie gehört zum Arrondissement Saint-Gaudens und zum Kanton Bagnères-de-Luchon. Die Einwohner werden Cassagnards genannt.

## Lage
Die Gemeinde Cassagne liegt im Osten der Landschaft Comminges an der Grenze zum Département Ariège, etwa 20 Kilometer östlich von Saint-Gaudens am Fluss Salat, der die Gemeinde im Westen begrenzt und in den hier der Lens mündet. Umgeben wird Cassagne von den Nachbargemeinden Roquefort-sur-Garonne im Norden, Belbèze-en-Comminges im Osten, Escoulis im Südosten, Betchat und Marsoulas im Süden, Salies-du-Salat im Südwesten sowie Mazères-sur-Salat im Westen.

## Bevölkerungsentwicklung
| Jahr                       | 1962 | 1968 | 1975 | 1982 | 1990 | 1999 | 2006 | 2013 | 2020 |
| Einwohner                  | 631  | 647  | 585  | 594  | 618  | 621  | 627  | 636  | 645  |
| Quellen: Cassini und INSEE |      |      |      |      |      |      |      |      |      |

## Sehenswürdigkeiten
- Kirche Notre-Dame
- Kirche La Nativité-de-Sainte-Vierge aus dem 15. Jahrhundert
- Brücke von La Caraou von 1772 (Monument historique)